# Kościół św. Stanisława w Sobkowie
Kościół świętego Stanisława w Sobkowie – rzymskokatolicki kościół parafialny mieszczący się w dawnym mieście, obecnie wsi Sobków, w województwie świętokrzyskim. Należy do dekanatu chęcińskiego diecezji kieleckiej.

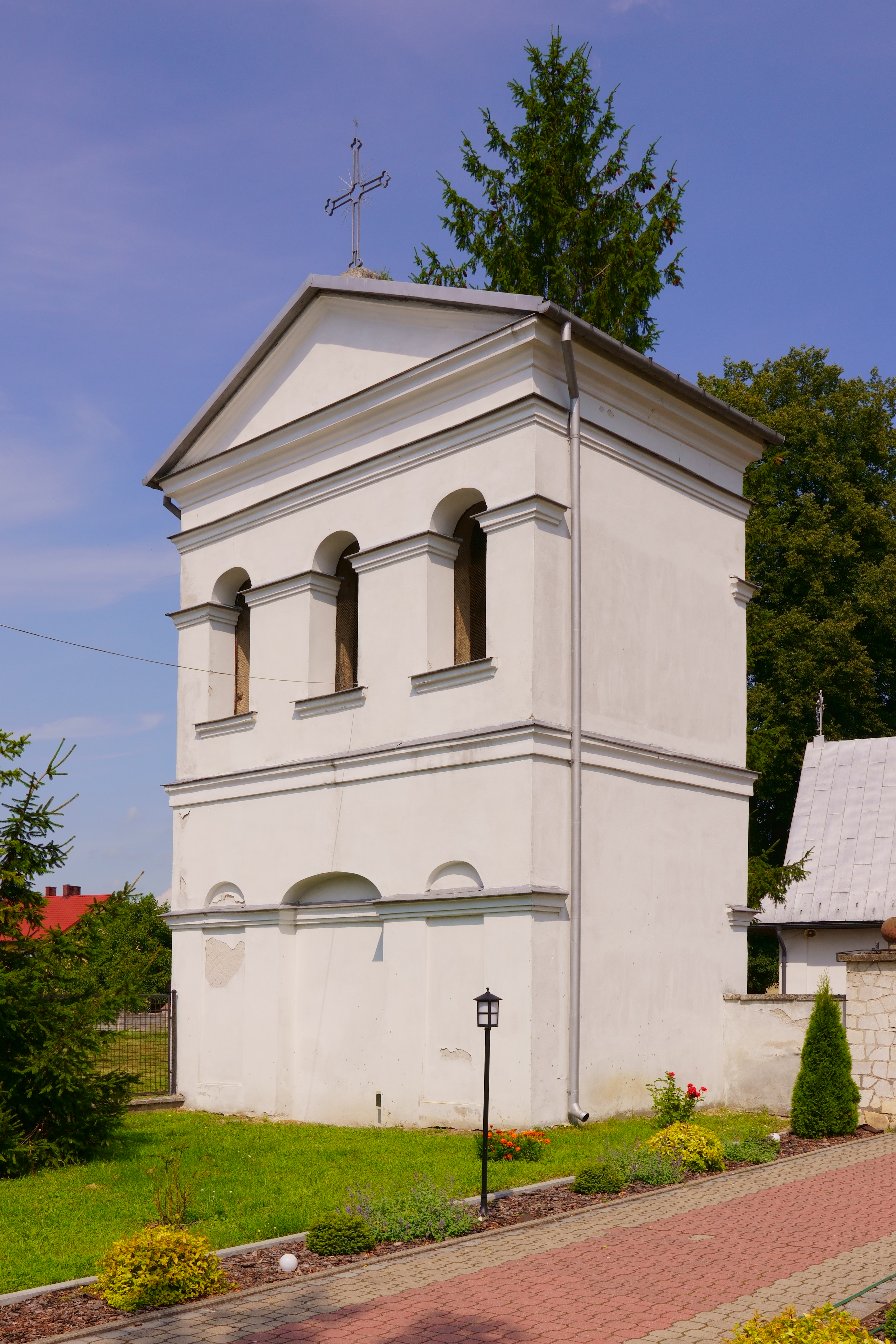
Dzwonnica

Świątynia została zbudowana około 1560 roku jako zbór kalwiński przez pierwszego właściciela Sobkowa, Stanisława Sobka z Sulejowa. Jego syn, Stanisław Sobek junior przekazał kościół w ręce katolików około 1570 roku. W tym czasie przy kościele powstała wspólnota parafialna, chociaż formalną parafią była wspólnota działająca przy świątyni w Mokrsku. Po gruntownej konserwacji świątyni, wykonanej przez ówczesnego właściciela Sobkowa, Stanisława Szaniawskiego, w 1744 roku biskup Michał Ignacy Kunicki konsekrował kościół.